# Pride (canción)
«Pride» es el sencillo debut de la banda HIGH and MIGHTY COLOR bajo un sello calificado, Sony Music Entertainment Japan.
La canción fue utilizada para ser el tema opening del anime Gundam Seed Destiny, lo que hizo la canción bastante popular y un completo éxito, lo que disparó las ventas del sencillo.

## Información
El primer sencillo originalmente fue "OVER", pero al ser lanzadas sólo la pobre suma de 1500 copias de ese sencillo, prácticamente es como si nunca hubiera sido lanzado. Este sencillo es el primero que salió del grupo en forma masiva y estaba disponible en cada tienda de discos de Japón (no como "OVER", que solo fue puesto a la venta en ciertos locales entre Tokio, Osaka y Okinawa). Hasta este momento este es el sencillo que tiene el mayor número de copias vendidas de HIGH and MIGHTY COLOR, siendo una de sus canciones más populares.
Una versión remix del sencillo fue lanzada algún tiempo después al mercado, como casi todos los sencillos de Sony lanzados en este mismo periodo de canciones que formaron parte de series de anime, que incluyen a Nami Tamaki y Nana Kitade. El sencillo, al igual que todos los otros de este tipo que fueron lanzados, no tuvo gran éxito en las listas, y es el único sencillo de remixes lanzado por la banda. Los productores de la canción HΛL también particiron en un remix para el sencillo.

## Canciones

### Sencillo normal
1. «PRIDE»
2. «Hikaru Kakera» (光るカケラ?)
3. «all alone»
4. «PRIDE» (Original Karaoke)

### Remix sencillo
1. «PRIDE» (Nu school of mixture mix)
2. «PRIDE» (R&B norishiro mix)
3. «PRIDE» (HΛL's MIX 2005)
4. «PRIDE» (D.D.INOReMIX)
5. «PRIDE» (Real Latin Players mix)
6. «PRIDE» (Phantom pain norishiro break megamix)

- Datos: Q2705987